# كيفن هان
كيفن هان (بالإنجليزية: Kevin Han) هو لاعب كرة الريشة صيني وأمريكي، ولد في 25 نوفمبر 1972 في شانغهاي في الصين.

## وصلات خارجية
- كيفن هان على موقع BWF.tournamentsoftware.com (الإنجليزية)
- كيفن هان على موقع BWFbadminton.com (الإنجليزية)
- كيفن هان على موقع اللجنة الأولمبية الدولية (الإنجليزية)
- كيفن هان على موقع أوليمبيديا (الإنجليزية)